# At va'ani
Chansons représentant Israël au Concours Eurovision de la chanson
Natati la khayay
(1974) Emor shalom
(1976)
At va'ani (en alphabet hébreu : את ואני, en français Toi et moi) est la chanson représentant Israël au Concours Eurovision de la chanson 1975 à Stockholm, en Suède. Elle est interprétée par Shlomo Artzi.

## Sélection
Le radiodiffuseur israélien, l'Autorité de radiodiffusion d'Israël choisit en interne l'artiste et la chanson représentant Israël au Concours Eurovision de la chanson 1975. Lors de cette sélection, c'est la chanson At va'ani, écrite par Ehud Manor, et composée et interprétée par Shlomo Artzi, qui est choisie.

## Eurovision
La chanson est la douzième de la soirée, suivant Gelukkig zijn interprétée par Ann Christy pour la Belgique et précédant Seninle bir dakika interprétée par Semiha Yankı pour la Turquie.
À la fin des votes, la chanson obtient 40 points et finit à la onzième place sur dix-neuf participants.

### Points attribués à Israël
| 12 points | 10 points  | 8 points   | 7 points          | 6 points                                                             |
| --------- | ---------- | ---------- | ----------------- | -------------------------------------------------------------------- |
|           | - Pays-Bas |            |                   | - Suède - Turquie                                                    |
| 5 points  | 4 points   | 3 points   | 2 points          | 1 point                                                              |
| - Norvège |            | - Finlande | - Italie - Suisse | - Allemagne - Belgique - France - Irlande - Luxembourg - Royaume-Uni |